# اسکات استیل
اسکات استیل (انگلیسی: Scott Steele؛ زادهٔ february ۲۶, ۱۹۵۸ (۶۷ سال)) قایقران قایق بادبانی اهل ایالات متحده آمریکا است.